# Селіште (Ніспоренський район)
Селіште (рум. Seliște) — село у Ніспоренському районі Молдови. Адміністративний центр однойменної комуни, до складу якої також входить село Перучень.

## Населення
За даними перепису населення 2004 року у селі проживали 2836 осіб.
Національний склад населення села:
| Національність       | Кількість осіб | Відсоток   |
| -------------------- | -------------- | ---------- |
| молдавани румуни     | 2777 40        | 97,9% 1,4% |
| українці             | 11             | 0,4%       |
| росіяни              | 5              | 0,2%       |
| болгари              | 1              | < 0,1%     |
| інша / без відповіді | 2              | 0,1%       |
| Всього               | 2836           | 100%       |